# 魔法少女禁止法
『魔法少女禁止法』（まほうしょうじょきんしほう）は、伊藤ヒロによる日本のライトノベル。2010年7月に一迅社文庫（一迅社）から刊行された後、2013年9月よりエンターブレインから新装版が発売された経緯がある。

## 概要
2010年7月17日に『アンチ・マジカル〜魔法少女禁止法〜』（アンチマジカル まほうしょうじょきんしほう）の題で一迅社文庫より単巻として発行（イラストはKashmirが担当）。
2013年9月30日にエンターブレインに版元を移動し、『魔法少女禁止法』に改題した新装版が発売された（イラストはkoiが担当）。こちらは文庫ではなくソフトカバーとして出版されており、内容も一迅社文庫版に比べて大幅に変更が加えられている。著者の伊藤と交友関係を持つ森瀬繚曰く、続刊が実現すれば執筆される予定だった構想を伊藤から明かされた森瀬が、エンターブレインの編集者に作品を紹介した事が新装版の発売に繋がったとのこと。
アメリカン・コミック作品『ウォッチメン』のパロディ作品であり、作中の魔法少女も既存の作品の魔法少女や変身ヒロインを彷彿とさせるものが多く、一迅社文庫版の後書きにてその旨の文章が記載されている。

## あらすじ
1997年に一切の魔法少女活動を禁止する『魔法少女禁止法』が制定され、それから10年経った2007年の日本。一般人の少年・佐倉真壱は、法に反して非合法に活動を続ける魔法少女スウィ〜ト☆ベリーに助けられたことを切っ掛けに女装魔法少女となり、彼女と共に元魔法少女達を狙って起こる事件を追いかける。

## 登場人物

### 主要登場人物
佐倉 真壱（さくら しんいち） / 魔法少女サクラ、おしゃれ天使スウィ〜ト☆ベリー（2代目）
本作の主人公。17歳の高校2年生。路上強盗に襲われた際にスウィ〜ト☆ベリーに助けられたことを切っ掛けに、奈々の姉の形見である変身ステッキ《マジかるコロロン》を借りて女装魔法少女に変身し、ベリーの弟子として行動を共にするようになる。ウーパーさん・THE・ゴールドバーグ（2代目）との闘いをきっかけにベリーそのものに変身し、彼女が姿を消したこともあり「スウィ〜ト☆ベリー」として、「深夜派（ナイトオウル）」と呼ばれる非合法の魔法少女達のリーダー格となる。
一迅社文庫版とエンターブレイン版では人物像に若干の差異があり、前者では「男子高校生としては小柄な気弱で女の子みたいな所のある少年」という男の娘的な描写がされていたが、後者では女性的な顔立ちは共通しながらも一人称が「僕」から「俺」になり、やや気が強い身長170cmの少年に変更されている。
モチーフは『魔法少女プリティサミー』。
赤石 苺子（あかいし いちご） / おしゃれ天使スウィ〜ト☆ベリー
過去に「魔法のスウィ〜ト☆おしゃれ天使」として活動していた「第三世代」魔法少女の一人で、法に反して非合法に魔法少女として活動を続けている最後の一人。通称「ベリー」。年齢は一迅社文庫版では24歳、エンターブレイン版では23歳。チームメイトであった里子とは確執を抱えている。ウーパーさん・THE・ゴールドバーグの刑務所襲撃を機に一旦表舞台から姿を消すが、裏では宇美と共に「まじかるアイドルマロンちゃんソウルテイカー」として暗躍、ベリーの名を継いだ真壱に接触する。
一迅社文庫版とエンターブレイン版で大きく設定が変更されており、前者では「ベリーの姿は24歳に成長するも、変身前の苺子の姿は14歳のまま」だったのに対し、後者では逆に「ベリーの姿は活動当時の12歳のままだが、変身前の苺子の姿は23歳の姿になっていた」という形に改められている。著者の伊藤は、一迅社文庫版の頃からどちらのパターンにするか悩んでいたため、折角なのでエンターブレイン版では逆にしたと述べている。
彼女含む「魔法のスウィ〜ト☆おしゃれ天使」のモチーフは『愛天使伝説ウェディングピーチ』。
宇佐美 奈々（うさみ なな） / 魔法少女ブラっくウサミー
真壱の幼馴染の少女で、彼と同じ17歳の高校2年生。魔法少女として活動していた姉の美々を強姦殺人で失った過去を持つ。
幼少期には姉の変身アイテムを用いて「魔法少女ぷちマジかるウサミーSOS」として活動したこともあったが、そのせいで真壱が変身したサクラの正体と誤認されて暴力団と警察に拉致されてしまう。後に真白が政府との取引に応じ、「サタデーモーニング機関」に協力することを条件に指名手配を解かれるが、それとほぼ同時期に自身も忘れていた正体を思い出し、Vと共に「魔法少女ブラっくウサミー」を名乗って深夜派のサクラに襲撃を計った。
その素性は、かつて魔法少女マジカルウサミーSOSこと宇佐美美々と行動を共にしていたマスコット「妖精ナーナ」である。本来の姿はネコやウサギを彷彿とさせる姿の動物態で、妖精としても優秀な魔法の使い手。かつて美々が殺害された際、娘を失ってしまった奈々の両親のために、エターナル・ブリリアント・プリンセスと魔法世界マジカルヘイムの女王に懇願、記憶の封印を条件に宇佐美家の次女として偽装したまま地球に残留することを許されていた身であり、プリンセスが地球を去ったことで記憶の封印が解かれ、りるけによって完全に正体を暴かれてしまう。美々の所有物であった《マジかるコロロン》を真壱が使えたのは、奈々が無意識の内に変身アイテムの資格者として真壱を選んでいたためで、後に窮地に陥った彼を正式な適合者として契約を結び、「魔法少女サクラ」に変身させた。
V（ヴィー） / ハニーゴールドV号機
プリンセスの消失を機に「黒い魔法少女」として暗躍を始めた謎の魔法少女で、その外見は水城りるけと酷似している。彼女の接触を受けた奈々は、当初はりるけの変装と考えていたが、実際はそれこそが真の正体を悟られないための偽装であった。
金城マリーことハニーゴールドの同型機であるアンドロイドで、名前のV（ヴィー）は「5号機」の意。同型機は彼女ら以外にも複数体存在していたが、現在はいずれも活動を引退しており、Vが唯一残った最後の機体である。
「黒い魔法少女」や黄島の姿を巧みに使い分けて奈々に接触、りるけの目論見を出し抜くも、彼女の至らないところで互いに争いを始めた魔法少女達によって未曽有の被害が齎されてしまい、それを止められなかったことを悔いてサニーへと接触を計る。

### 魔法少女

#### 第一世代
金城 マリー（きんじょう マリー） / 花の騎士ハニーゴールド、その他複数の魔法少女
1973年に活動を開始した第一世代の魔法少女であり、歴史上でいえば初の「戦う魔法少女」。ラブエネルギー元素変換システムによって自身の服装・装備・肉体などを組み替えることで自由自在の姿に変身する能力を持つ。
90年代半ばの「魔法少女黄金時代」においては、ハニーゴールドとしての顔のみならず「魔法のアイドル戦士キラキラスターズ!」追加メンバーの黄金の愛のアイドル戦士キラキラゴールド、「ホーリープリンセスかぐや」のライバル仮面プリンセスハッチ、「幻想剣士スターレットガールズ」を手助けした黄金の騎士フェアレディ、「空飛ぶダックさん・DE・ニコルソン」のライバルウーパーさん・THE・ゴールドバーグ、そして「魔法のスウィ〜トおしゃれ天使」追加メンバーのおしゃれ天使スウィ〜ト☆ハニーといった複数の顔を、自身の変身能力で掛け持ちしていた。
魔法少女禁止法制定以後は、キラキラゴールドとして振舞っていた際の「金城マリー」の名でファッションモデル兼歌手兼アイドルとして活動する傍ら、日本政府公認のエージェントとしても暗躍していたが、海音寺うしおの襲撃を受けて自宅で殺害された。
キャラクターのモチーフは『美少女戦士セーラームーン』の愛野美奈子（セーラーヴィーナス）、並びに『キューティーハニー』。
ちいさな魔法使いサニー
1966年に活動を開始した第一世代魔法少女で、事実上国内で最初に確認された「最古の魔法少女」。魔法使いのみが住む異世界から、社会勉強を目的に日本に留学しに来ていた。
現在は故郷の王位を弟に奪われ、南極大陸に造ったドーム「おもいでタウン」でただ一人寂しく過ごしていたが、Vからの要請を受けて魔法少女の活動を再開する事を表明する。
シャイニーキュート・カレイドミラー / かがみのミラ子さん
当時小学生の1969年に活動した、主に変身魔法を得意とする第一世代の魔法少女。1980年代に一度復帰したことがある。現在は50歳近い年齢だが魔法少女活動への未練が強く、10代の少女に魔法で擬態して「昼間派」の魔法少女活動をしている。ただし現状では変身に際して肉体にかなりの負担がかかっている。

#### 第三世代
真白 里子（ましろ さとこ） / おしゃれ天使スウィ〜ト☆ショコラ
24歳。かつてベリー・ミルク・ハニーと共に「魔法のスウィ〜トおしゃれ天使」として鬼魔と戦っていた魔法少女の一人で、旧姓は黒井（くろい）。夫共々奈々とは友人関係を築いている。現在は温厚な主婦であるが、昔の仲間である苺子と会話するときは当時の勝ち気な性格が顔を出す。
真白 正幸（ましろ まさゆき） / おしゃれ天使スウィ〜ト☆ミルク
24歳。里子の夫であり、筋肉質かつ髭面といった強面に似合わぬつぶらな瞳がチャームポイントの大男。玩具メーカー「ホワイト」の御曹司で、若くして開発部長を務めている。
実はかつて里子や苺子らと共に「魔法のスウィ〜トおしゃれ天使」のチームを組んでいた仲であり、当時は少女のような容姿で女装魔法少女としては真壱にとっての先輩。家業が商品展開の提携先ということもあって、同チームが使用していた各種魔法のツールはほぼ全て彼が開発した物である。後に政府からの要請もあり会社からの出向の形で「サタデーモーニング機関」の参与に就任し「昼間派」の魔法少女達をプロデュースする事業に就く。現役時代に里子とともにりるけの死亡に立ち会っている。
星城 しずく（ほししろ しずく） / 輝く星のアイドル戦士キラキラジュエル!→エターナル・ブリリアント・プリンセス
「魔法のアイドル戦士キラキラスターズ!」のメンバーとして鬼魔と戦った第三世代の魔法少女の一人。その前世は太陽系周辺宇宙の創造者である女神エターナル・ブリリアント・プリンセスであり、鬼魔との戦いの中で前世の姿に変わり続けてきたことが原因で、その姿も精神もプリンセス側の物へと傾いてしまっているが「友情と想い出は永遠に近い」と口癖のように述べるなど人間で居たときの情も完全に失ってはいない。自身の合意の下、日本政府によって地下建築物に隔離されることでに全世界のパワーバランスを安定させていたが、突如地球からの別れを告げて物質世界より姿を消した。
魔法少女禁止法が制定されて以降も、法とは無関係に自身の意向により新たな魔法少女の誕生を望んでおらず、少女達に接触しようとしてきたマスコット達を抹殺し続けていたが、彼女が地球を去って以降、マスコットから魔法少女の力だけを受け取った上でプリンセスから釘を刺されていた『第四世代』の魔法少女達が台頭することになる。
彼女含む「魔法のアイドル戦士キラキラスターズ!」のモチーフは『美少女戦士セーラームーン』。
水城 宇美（みずき うみ） / 青き水のアイドル戦士キラキラアクア!
「魔法のアイドル戦士キラキラスターズ!」の元メンバー。27歳。「世界一賢い少女」の異名を持ち、自身の正体を明かして引退後は日本有数の巨大企業「アクアリウム社」を築き上げ、その代表取締役社長に就任している。弁護士の資格をもっている。
刑務所でのウーパーさん・THE・ゴールドバーグ（2代目）の襲撃の際に重傷を負い、ベリーに自身が知った真相を明かして表向きには消息不明となったが、裏ではベリーと共に「まじかるアイドルマロンちゃんソウルテイカー」として深夜派・昼間派双方に入り込んでいた。
あきら / 緑の樹々のアイドル戦士キラキラグリーン!
「魔法のアイドル戦士キラキラスターズ!」の元メンバー。前世は軍人で、元バスケットボール選手の長身の女性。エターナル・ブリリアント・プリンセスの警護を務めていた。
海音寺 うしお（かいおんじ うしお） / 遠き海の王キラキラレディー・コバルト!
キラキラスターズ!のサブメンバー「星の守護者キラキラスター・トリニティーズ!」の元メンバー。かつてはピアニストを目指していたが大成せず、現役当時同性愛関係にあったチームメイトのキラキラレディー・ウラニウム!にも新しい相手が出来てフラれている。現在はアクアリウム社の社員として宇美の秘書を務めている。魔法少女としての本質は、体内に超高圧魔力を秘めた事実上の戦略核兵器。
その素性はりるけの賛同者で、金城マリー殺害の実行犯。後にサタデーモーニング機関の理事長代理に就任したが、深夜派・昼間派の魔法少女達が一大抗争を展開した際に昼間派の援軍として駆け付けるも、るりあココロに狙撃されて絶命。その身体もろとも核爆弾となって新宿を焼き尽くした。
名前の由来は海音寺潮五郎から。
御堂 シーナ（みどう シーナ）
かつて「幻想剣士（マジックソード）スターレットガールズ」として異世界オデッセイで戦った魔法少女の一人で、3人のメンバーの中で唯一地球に帰還した。主に異世界で活動していた都合上、当時の地球における魔法少女達の内情には疎い。
魔法少女引退後は当時の暴露本などを出版して作家・コメンテーターとしての地位を手にしており、名声の亡者と成り果てている。サタデーモーニング機関の設立後は昼間派の魔法少女達を宣伝する役割を担ったが、後に新宿での大惨事に立ち会うこととなる。
彼女含む「幻想剣士スターレットガールズ」のモチーフは『魔法騎士レイアース』。
白鳥 まひる（しらとり まひる） / 空飛ぶダックさん・DE・ニコルソン→ウーパーさん・THE・ゴールドバーグ（2代目）
宇宙都市アヒルノ市（シティ）から地球に来訪したアヒル型宇宙人から渡されたアイテムで、人間大のアヒルの姿をした「空飛ぶダックさん・DE・ニコルソン」に変身していた魔法少女。現役当時から重責の中で精神を病むようになり、現在は精神病院に入院している。
何物かによって金城マリーの所持していた《ルーパータンバリン》を渡され、それによって「ウーパーさん・THE・ゴールドバーグ」に変身、病んだ精神のままに刑務所で破壊と殺戮の限りを尽くすが、「おしゃれ天使スウィ〜ト☆ベリー」の姿へと二段変身を遂げた真壱に圧倒され、跡形もなく焼き殺された。
モチーフは『とんでぶーりん』。変身前の本名は同作のアニメ版で主演声優を務めた白鳥由里から。
宇佐美 美々（うさみ みみ） / 魔法少女マジかるウサミーSOS
「魔法少女マジかるウサミーSOS」として活動していた第3世代最年少の魔法少女で、宇佐美奈々の姉（実際の奈々の素性は上述）。
スポンサーとして提携していたゲーム会社から個人情報が流出してしまったがゆえにファンの変質者に誘拐監禁され、凌辱の限りを受けた末に殺害されてしまう。当時、ベリーは彼女の行方をいち早く掴んでいたが、そのことが彼女を歪める決定的な要因となっている。
年齢は作中では一迅社版・エンターブレイン版ともに享年8歳と表記されているが、エンターブレイン版巻頭の魔法少女紹介では10歳と誤記されている。
水城 りるけ（みずき りるけ） / 白衣の妖精（フェアリー）りるけ119番
美宇の養女。まだ5歳になったばかりの幼稚園児だが、その正体はかつて鬼魔との最終決戦を直前に姿を消したとされる魔法少女「白衣の妖精（フェアリー）りるけ119番」が転生した姿。生まれながらの魔法少女であり、金城マリーを殺害して彼女の所持していた《フェアリー・ナースキャップ／ゴールドライン》を奪っている。養母が消えたあと、会社を継ぎ政府側の魔法少女管理機関「サタデーモーニング」の理事長となる。
先述の最終決戦からは表向き「怖じ気づいて逃げた」とされていたが、実際は鬼魔との決着に立ち会っており、鬼魔界と地上が滅亡に瀕した際に他の魔法少女達（里子や真白、美々を含む）から自身の命を代償とする「死の魔法」を行使する事を強要され、その死は魔法少女達によって隠蔽されたという凄惨な事情があり、その恨みから秘密裏に「人造鬼魔」を用いた計画を進めていた。
一迅社版では水城 るしふぁ（みずき るしふぁ）という名前であり、金城マリーが偽者として存在していたために表舞台に出ることが無かった金星の守護者「闇に煌めくアイドル戦士キラキラルシファー!」という設定だったが、エンターブレイン版では上述の設定に改められている。

#### 第四世代
日輪 ひかり（ひのわ ひかり） / 魔法少女シャイニーキュート・サンライト
エターナル・ブリリアント・プリンセス消失後に活動を始めた「第四世代」の魔法少女。中学1年生の少女で、小学4年生の頃に異世界の王子を名乗るマスコットに変身アイテムを渡されるも、直後に現れたプリンセスがマスコットを屠ると同時に彼女に釘を刺したために3年間変身せずに過ごしていた。しかし、プリンセスの消失を受けて魔法少女としての活動開始を決意し、政府側の魔法少女「昼間派（サタデーモーニング）」のメンバーとなり、エース格として売り出される。彼女の名乗りから引用する形で昼間派の魔法少女達が「シャイニーキュート」を名乗ることになる。
新装版1巻執筆当初は過去の肉体関係を匂わす描写が想定されていたが、校正段階で没になったと著者に言及されている。
三日月 灯子（みかづき あかりこ） / 魔法少女シャイニーキュート・ムーンライト
プリンセス消失後に活動を開始した「第四世代」の魔法少女の一人。中学1年生の少女で、貧しい家の子で勉強もできず両親も無く祖母と2人暮らしという自分の境遇を嫌っており、当時は友人だった日輪ひかりとともにマスコットに遭遇して魔法少女の変身アイテムを得て「特別な存在になる手段」として喜んでいたものの、直後にエターナル・ブリリアント・プリンセスに脅されて長年変身を諦めており、ひかりとは別にプリンセスの消滅後魔法少女活動を開始、るりあと共に真壱の変身した2代目ベリーの下に合流する。シャイニーキュート・サンライトやその勢力のことを「“黒い魔法少女”の連中」と呼んで敵視する態度を見せている。ひかりとは現在は疎遠となっており一方的に敵視の対象としている。
変身アイテムを手にして以来、魔法少女の活動を望むあまり日常生活に破綻を来して勉強もしなくなり、プリンセスが去って以降は自身の境遇に対する不満から、より一層魔法少女の活動に盲目的にのめり込んでゆくこととなる。ベリー（真壱）の忠言も自身に都合良く曲解して受け止めている側面が強く、それゆえ彼からも内心煙たがられている。ひかりが魔法少女としての活動を開始したことで自身の居場所を奪われるのではという危惧から、昼間派と深夜派の対立をより深める要因を生み出すこととなり、挙句唯一の肉親である祖母すらも衝動的に殺めてしまう。
野々宮 るりあ（ののみや るりあ） / 魔法少女トライアングルハートるりあココロ
プリンセス消失後に活動を開始した「第四世代」の魔法少女の一人。9歳の小学生。“ごつい杖”と称される巨大な杖「魔導機杖トライアングルハート」を常に携帯している。まだ9歳の小学生で、変身直後の名乗りで自身の本名を併せて言ってしまった点を2代目ベリーに叱咤され、その後も何かと叱られている。実力は破格のものであるが、歳上の同期魔法少女達に嫌われるのを恐れて隠している。
新宿での深夜派・昼間派の激突では、突如襲撃を仕掛けてきたコバルト!（うしお）を狙撃してしまい、結果膨大な死者を伴う大災害を新宿に齎してしまう。
モチーフは『魔法少女リリカルなのは』。
まじかるアイドルマロンちゃんソウルテイカー
2代目ベリーと合流した「第四世代」魔法少女。「まじかるアイドル」を異名とする現役アイドルで、幼げな見た目で18歳と自称するが、後に接触した真白は実年齢20歳以上と見立てている。当初はベリーら深夜派に属して活動、後に昼間派に鞍替えするも度々個人的にベリーに接触している。彼女が齎した「変身魔法」の応用技術が、昼間派の魔法少女達を凶行に走らせる原因の一端となる。
その正体は、白鳥まひるが刑務所を襲撃した事件で行方知れずとなった水城宇美、並びに赤石苺子（初代ベリー）の二人一役。
渋谷系キャット☆にゃあリンクス
昼間派に属する第四世代魔法少女で、「渋谷系キャッツ」の一員。年齢は20歳程度。ケーキ屋に偽装した製薬会社にツシマヤマネコの遺伝子を注入されて魔法少女の力を手にした身で、それゆえ変身後の喋り方・コスチュームにも猫の要素が混じっているが本人はあまり気に入ってはおらず、後に変身魔法の応用によるコスチューム統一で端正している。
彼女に魔法少女の力を与えた製薬会社はプリンセスによって文字通り滅ぼされたが、話を聞いた奈々は会社の正体は地球人ではなく、地球人の技術と偽装してプリンセスの目を逃れようとしていた異世界か宇宙の者であると推測している。
星から来たお手伝いさん メテオライトさん
昼間派所属の第四世代魔法少女。小惑星帯に存在する小さな星の王女で、花嫁修業のために地球に訪れている。昼間派の魔法少女達の中でも比較的温厚な人柄であり、それゆえ他の面々が企てていた“悪巧み”からは距離を置いている。
オレンジピール
昼間派所属の第四世代魔法少女で、「ちいさな魔法使い」メンバーの見習い魔女。眼鏡を掛けている。プリンセスにより禁じられていた変身アイテムの使用を行使したため、仲間達共々7年間カエルの姿に変えられていた。

### その他
黄島 俊次（きじま しゅんじ）
暴力団・黒川組の組長。ベリーの制裁を受けて指の骨を折られるが、その際傍らにいたサクラの衣装と能力から彼の変身道具が「魔法少女マジかるウサミーSOS」と同じものであると気付き、警察と共謀して宇佐美奈々の誘拐を図る。
後にサタデーモーニング機関の構成員となり、自身が持っていた芸能プロダクションに所属していたタレントをメンバーとして推薦。その正体は“黒い魔法少女”V（ヴィー）の変身。

## 用語
魔法少女禁止法
魔法少女達が鬼魔を壊滅させた後に制定された、魔法少女の活動そのものを違法とする事を明文化した法律。これによって、90年代に活躍した魔法少女達の殆どは自身の正体を世間に公表するか、もしくは人知れず活動を止める形で引退することになった。物語開始時点で現役の魔法少女は日本政府のエージェントとなったハニーゴールドと、違法に活動を続けているベリー、そして彼女に弟子入りする形で新たにデビューしたサクラのみである。
鬼魔（キーマ）
かつて地球を襲撃した異世界の侵略者。人間の精神の中に存在する《ブリリアントハート（キレイなココロ）》を狙って地球に侵略を仕掛けたが、魔法少女達の活躍の果てに女王と幹部格を討ち取られて壊滅した。この事が結果的に「魔法少女禁止法」の制定に繋がる遠因となる。現在は地球から完全に駆逐されているが、りるけは自身の目的の為に人造的に復活させようと目論んでいた。
著者曰く、元々は「魔法のスウィ〜ト☆おしゃれ天使」と敵対していた勢力で、そこに「キラキラスターズ!」らが割り込んできた形であると解説されている。

## 批評
ライターの来栖美憂は、本作は2009年に日本で映画版が公開されたアメリカン・コミック『ウォッチメン』に、1980年代から1990年代の魔法少女文化、そして「男の娘」要素を足したものと指摘している。
来栖は本作の展開は『ウォッチメン』とほぼ同じであると述べている。主人公の佐倉真壱に相当するキャラクターこそ原作にいないものの、『ウォッチメン』のロールシャッハを彷彿とさせるおしゃれ天使スウィ〜ト☆ベリーにはじまり、登場人物のほぼ全員に魔法少女ないし『ウォッチメン』の元ネタが存在していると述べている。来栖は、ロールシャッハのキャラが強烈すぎるせいだろうため、真壱がベリーの陰に隠れて目立たなくなっていると指摘し、このことは「男の娘」ものの作品としては大きな欠点であると難じている。『ウォッチメン』のテーマが正義・ヒーローとは何かというものだったことから、本作のテーマも魔法とは何か、少女とは何か、というものになっているとしつつ、パロディではあるが真面目な問いかけをはらんでいると述べている。

## 既刊一覧
エンターブレイン版1巻の帯には新房昭之がコメントを寄せている。2巻は当初2014年1月発売予定と告知されていたが、半年以上もの延期を経て同年10月に刊行が実現した。

### 一迅社文庫版
- 伊藤ヒロ（著）・kashmir（イラスト） 『アンチ・マジカル〜魔法少女禁止法〜』 一迅社〈一迅社文庫〉、2010年7月20日発売[17]、ISBN 978-4-7580-4168-3

### エンターブレイン版
- 伊藤ヒロ（著）・kashmir（イラスト） 『魔法少女禁止法』 エンターブレイン→KADOKAWA、既刊2巻（2014年10月31日現在）

1. 2013年9月30日発売[18]、ISBN 978-4-04-729174-4
2. 2014年10月31日発売[19]、ISBN 978-4-04-729935-1